# St. Burkard (Pusselsheim)

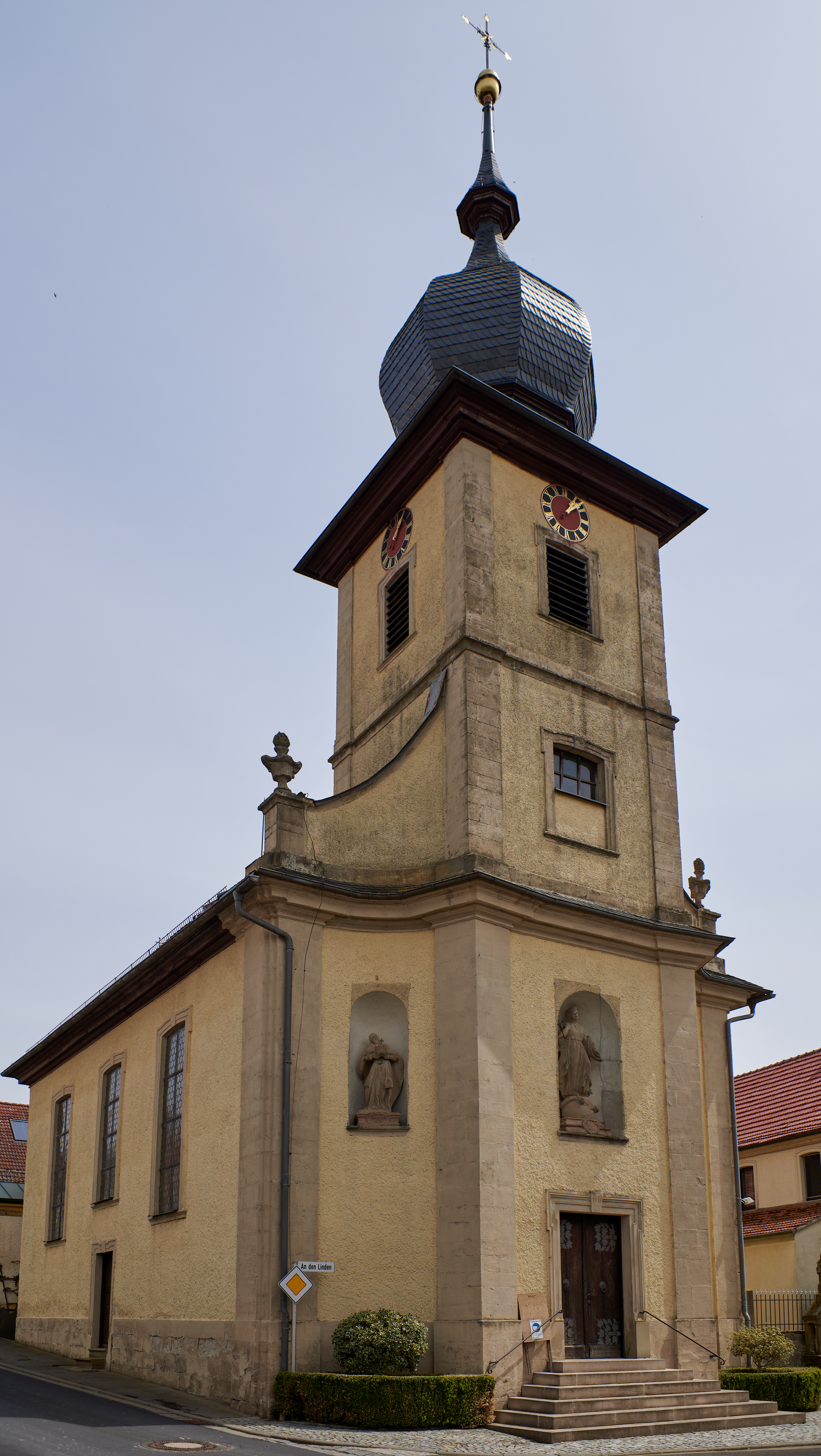
St. Burkard in Pusselsheim

Die römisch-katholische, denkmalgeschützte Pfarrkirche St. Burkard steht in Pusselsheim, einem Gemeindeteil von Donnersdorf im Landkreis Schweinfurt (Unterfranken, Bayern). Das Bauwerk ist unter der Denkmalnummer D-6-78-124-53 als Baudenkmal in der Bayerischen Denkmalliste eingetragen. Die Pfarrei gehört zur Pfarreiengemeinschaft Kirche am Zabelstein (Traustadt) im Dekanat Schweinfurt-Süd des Bistums Würzburg.

## Beschreibung
Die 1775/78 gebaute Saalkirche besteht aus einem Langhaus, einem eingezogenen, dreiseitig geschlossenen Chor im Osten, der Sakristei an dessen Südwand und dem Fassadenturm im Westen, dessen oberstes Geschoss die Turmuhr und den Glockenstuhl beherbergt, und der mit einer schiefergedeckten Zwiebelhaube bedeckt ist. 
Die Kirchenausstattung stammt aus der Bauzeit. Die 1861 von Josef Wiedemann gebaute Orgel hat zehn Register, ein Manual und ein Pedal.